# Lacringi
Los lacringi fueron un pueblo germánico que participó en las invasiones del imperio en los últimos años de Marco Aurelio como Emperador romano.
Estaban asentados en Dacia y eran aliados de los astingi y los buri. Los astingi cruzaron el Danubio para pedir tierras al emperador pero la petición fue rechazada. Entonces comenzaron a saquear Dacia y amenazaron a sus aliados lacringi quienes devolvieron la agresión y los derrotaron, entrando entonces como aliados de los romanos.